# Zaide
Zaide (někdy též psáno Zaïde) je nedokončená opera o dvou jednáních, kterou psal Wolfgang Amadeus Mozart v letech 1779-1780.

## Vznik
V Salcburku 1779 začal Mozart na opeře nově pracovat, aby ji dokončil, ale práci přerušil kvůli opeře Idomeneo a k Zaïdě se už nikdy nevrátil. Práce byla ztracena až do doby po jeho smrti, kdy ji našla jeho manželka Constanze. Fragmenty byly vydány v roce 1838 a první představení se konalo 27. ledna 1866. Kritikové byli operou nadšeni a říkali, že by to bylo mistrovské dílo.

## Obsah
Mezi otroky tureckého sultána je jistý Gomatz, který vykonává tu nejtěžší práci. Celý strhaný a unavený usne v zahradě, kde jej najde Zaïda, která se do něj zamiluje. Nechce ho budit, a tak vedle něj položí svůj obrázek. Když se Gomatz vzbudí a uvidí její podobiznu zamiluje se. Allazim, jeho přítel, mu sežene převlečení, ve kterém se Zaïdou mohou utéct.
Jejich útěk sultána rozzlobí, protože je do Zaïdy zamilovaný. Velitel stráže mu slibuje, že uprchlíky najde. Oba jsou dostiženi a v poutech předvedeni před sultána, který je chce odsoudit k smrti. Nevíme, jestli se nechal sultán ovlivnit hněvem a jak nakonec rozhodl.

## Role
- Zaïde (soprán)
- Gomatz (tenor) – otrok, její milý
- Allazim (bas) – jeho přítel
- Sultan Soliman (tenor)
- Osmin (bas)
- Zaram (mluvená role) – kapitán stráže
- Čtyři otroci (tenoři)

## Árie
1. jednání
- Herr und Freund, wie dank ich dir! – Gomatz
- Nur mutig, mein Herze – Allazim
- Rase, Schicksal – Gomatz
- Ruhe sanft, mein holdes Leben – Zaïde

2. jednání
- Der stolze Löw' lässt sich zwar zähmen – Sultan Soliman
- Ich bin so bös als gut – Sultan Soliman
- Ihr Mächtigen seht ungerührt – Allazim
- Tiger! Wetze nur die Klauen – Zaïde
- Trostlos schluchzet Philomele – Zaïde
- Wer hungrig bei der Tafel sitzt – Osmin

### Ruhe sanft
Ruhe sanft nebo též Ruhe sanft, mein holdest Leben (volně přeloženo něžně odpočívej, (můj milý)) je árie z této opery, kterou zpívá Zaïde Gomatzovi. Vyznačuje se nádhernou melodičností a nechává vyniknout soprán hlavní hrdinky. Text je relativně krátký, ale árie přesto trvá kolem 5 minut, neboť Zaïde mnohé části opakuje.
| „ | Ruhe sanft, mein holdes Leben, schlafe, bis dein Glück erwacht! da, mein Bild will ich dir geben, schau, wie freundlich es dir lacht: Ihr süßen Träume, wiegt ihn ein, und lasset seinem Wünsch am Ende die wollustreichen Gegenstände zu reifer Wirklichkeit gedeihn. | “ |